# Котлубицкие
Котлубицкие (пол. Kotłubicki) — дворянский род.
Происходит из Польского шляхетства. Потомки сего рода Котлубицкие многие находились в Польше в знатных чинах и владели деревнями. Иосиф Котлубицкий, выехав из Польши, вступил в вечное России подданство и за службу Российскому Престолу как он, так и потомки сего рода жалованы чинами.
Определением Новгородско-Северского Дворянского Собрания род Котлубицких внесён в дворянскую родословную книгу.

## Описание герба
Щит разделён тремя чертами, из коих две от верхних углов к середине щита, а третья перпендикулярно. В верхней части в голубом поле изображена рука в серебряных латах с мечом. В правом красном поле три серебряных реки, означенные каждая горизонтально, имеющие вид одна другой меньше. В левом золотом поле изображен агнец, держащий на правом плече белое знамя с крестом.
Щит увенчан дворянскими шлемом и короной. Нашлемник: три страусовых пера. Намёт на щите голубой и красный, подложенный золотом. Щитодержателями поставлены два льва. Герб рода Котлубицких внесён в Часть 5 Общего гербовника дворянских родов Всероссийской империи, стр. 132.